# Drapelul Rwandei
Drapelul Rwandei este drapelul național și pavilionul Rwandei și a fost adoptat la 25 octombrie 2001. Acesta este alcătuit din trei benzi orizontale având culorile verde, galben și albastru, cu un soare în colțul din dreapta sus.
Un tricolor cu trei dungi verticale: roșu, galben și verde, de dimensiuni egale cu litera R în centrul benzii galbene, a fost folosit anterior de la declararea independenței țării în 1961 până în 2001.

## Descriere
Este format din trei benzi de culori dispuse orizontal de jos în sus. O bandă de culoare verde urmată de o bandă de culoare galbenă de dimensiuni egale care acoperă jumătatea sa inferioară. Jumătatea superioară mai mare este acoperită cu o bandă de culoare albastră, având în partea dreaptă imaginea soarelui cu raze de culoare galben auriu. Soarele și razele sale sunt separate printr-un inel albastru.

## Simbolism
Mai multe simboluri sunt atribuite culorilor steagului:
- Verdele simbolizează speranța și prosperitatea prin utilizarea rațională a forței rwandezilor și a resurselor țării.
- Galbenul simbolizează dezvoltarea economică.
- Albastrul simbolizează fericirea și pacea.
- Soarele și razele sale galbene aurii simbolizează lumina care luminează treptat toți oamenii. Aceasta reflectă unitatea, transparența și lupta împotriva ignoranței.

## Istorie

Primul drapel (1959-1961)
Al doilea drapel (1961-2001)

Primul steag, tricolor, avea culorile panafricane, roșu, galben și verde, în trei benzi verticale de dimensiuni egale simbolizând sângele vărsat pentru eliberare, pacea și liniștea, și respectiv, speranța și optimismul. A devenit oficial când Republica Rwanda și-a proclamat independența la 28 ianuarie 1961.
Dar acest steag era absolut identic cu cel al Guineei. Prin urmare, litera R, inițiala numelui țării, a fost adăugată la scurt timp pe banda galbenă din mijloc pentru a diferenția steagul Reandei de cel al Guineei.
Un nou steag a fost adoptat la 25 octombrie 2001, după perioada de tranziție prin care a trecut țara după genocid, steagul anterior fiind prea strâns legat de evenimentele care însângeraseră țara. Îndepărtarea culorii roșu, înlocuită cu o bandă albastră mai largă decât celelalte două, precum și adăugarea unui soare, reprezintă astfel dorința pretinsă de îndepărtare față perioada anterioară și de a privi spre viitor.